# كامبل ستيوارت (دراج)
كامبل ستيوارت (بالإنجليزية: Campbell Stewart) هو دراج نيوزيلندي، ولد في 12 مايو 1998 في بالميرستون نورث في نيوزيلندا.

## وصلات خارجية
- كامبل ستيوارت على موقع الاتحاد الدولي للدراجات (الإنجليزية)
- كامبل ستيوارت على موقع أرشيف الدراجات (الإنجليزية)
- كامبل ستيوارت على موقع إحصائيات الدراجات الإحترافية (الإنجليزية)
- كامبل ستيوارت على موقع نسبة الدراجات (الإنجليزية)
- كامبل ستيوارت على موقع CycleBase (الإنجليزية)
- كامبل ستيوارت على موقع اللجنة الأولمبية الدولية (الإنجليزية)
- كامبل ستيوارت على موقع أوليمبيديا (الإنجليزية)
- كامبل ستيوارت على موقع اللجنة الأولمبية النيوزيلندية (الإنجليزية)